# Juan de Ahumada
Juan de Ahumada y Pérez (Medina de Rioseco, Corona de Castilla, 1533-¿?, Chile, 1610), conquistador español, hijo de don Juan de Ahumada y de doña Catalina Pérez.
En 1557 llegó a tierras chilenas formando parte de la comitiva del gobierno García Hurtado de Mendoza. En la carrera de armas alcanzó el grado de capitán. Regidor de Mendoza. Se radicó en Santiago donde fue encomendero y protector de indios en 1566. Fue designado regidor perpetuo de la ciudad en 1574, cargo que asumió tras su vuelta de España al cabo de dos años. Fue alférez real en 1578 y alcalde de Santiago en 1580, 1585 y 1596. Se casó con Catalina Hurtado de Mendoza y Godínez.